# Шепетівська вулиця (Харків)
Шепетівська вулиця — маленька вулиця Хвилинки у Новобаварському районі Харкова. Довжина 250 метрів. Починається від перетину з Шепетівським провулком і закінчується біля маленького струмка у Новобаварському гідропарку. На вулиці одноповерхова житлова забудова.